# Robert Duveau
Pour les articles homonymes, voir Duveau.
Robert Duveau, né le 3 mai 1938 à Ghlin,, est un coureur cycliste belge. Il évolue chez les professionnels au début des années 1960.

## Biographie
Alors amateur, Robert Duveau termine notamment troisième du Tour de Namur en 1958. Il prendra ensuite une licence en catégorie indépendant. 
En 1961, il s'impose sur le Circuit des Mines, sous les couleurs de l'équipe Alcyon-Leroux. Quelques jours après ce succès, il passe professionnel,. Il le reste jusqu'en 1963 mais n'obtient toutefois pas de résultats notables, à l'exception d'une victoire sur une kermesse à Heule en 1962. 

## Palmarès
- 1958
  - 3e du Tour de Namur
- 1960
  - Grand Prix de l'ACBB[n 2],[5]
  - 2e du Circuit Dinantais
- 1961
  - Circuit des Mines :
    - Classement général
    - 2e étape

  - 2e du Circuit Het Volk indépendants
  - 3e du Grand Prix de Bavay
- 1962
  - Circuit de la région linière